# Минск
Минск (блр. Мінск, рус. Минск) главни је и највећи град Републике Белорусије, административни центар Минске области, седиште Заједнице Независних Држава, „Град херој Совјетског Савеза“, најзначајнији политички, привредни, културни и научни центар у земљи. Смештен је на обалама реке Свислач у подручју, готово у самом географском средишту Белорусије.
Градска територија обухвата површину од 348 084 km² и има статус засебне административне јединице у земљи у рангу области. Према проценама националне статистичке службе за 2021. годину у граду живи 2 009 786 становника. Према броју становника Минск се налази на десетом месту у Европи, а петом месту у поређењу са државама СССР, после Москве, Санкт-Петербурга, Кијева и Ташкента.

## Етимологија
„Према легенди на обалама реке Свислач у једној каменој воденици живео је див Менес. Див је у свом каменом млину млео камење од којег је пекао хлебове којим је хранио своје поданике. Иако нико никада није видео Менеса из воденице су се сваке ноћи чули крици, песма и игра. У поноћ див је излазио из своје воденице и обилазио околна села отимајући људе и претварајући их у своје војнике и поданике. Међутим његови поданици су се побунили и уз помоћ моћног чаробњака заувек протерали Менеса, а његову воденицу спалили. У знак сећања на дива Менеса остало је име града.“
Иако не постоје сасвим поуздани подаци о пореклу имена града многи етнографи верују да је оно проистекло од водотока Мења или Менка, потока који се некада уливао у реку Птич (притоку Припјата) на подручју данашњег града. Сам хидроним може да се објасни из индоевропског men што значи мали док се у угро-финском мансијском језику речју манья означава малена река. У најстаријим руским летописима град се називао Мѣньскъ, Мѣнескъ, Мѣнскъ, док се у новијим документима среће у форми без слова јат као Меньск, Менеск.
У пољским документима град се, почев од 1502. помиње у форми имена Мињск (пољ. Mińsk), док је стари облик Менск готово потпуно ичезао из службених докумената током 18. века. Након друге поделе Пољске крајем XVIII века облик Минскъ се усталио и у рускојезичним списима као дослован превод имена града са пољског језика. Пољска верзија имена Минск–Мињск вероватно је везана за име пољског града Мињска Мазовјецком у данашњем Мазовском војводству. Међутим како је белоруски језик норматизован и стандардизован тек 1918. године самим тм није постојала ни јединствена орографија код имена град Минска, те се у свакодневном говорном језику користио термин Менск, док је у писаној форми коришћена верзија Минск. Међу белоруском интелигенцијом почев од 1916. усталио се назив Менск Белоруски (блр. Менск-Беларускі), назив се задржао и током периода немачке окупације, а усталио се у документима белоруске дијаспоре.
У једном периоду постојања Белоруске Совјетске Републике стари назив Менск је поново био заузео нормативну форму и користио се у званичним документима на белоруском језику све до 29. јула 1939. године када је Врховни совјет Белоруске ССР увео званичан белорускојезични назив града у форми Мінск. У савременим историјским списима на белоруском језику стари назив Менск користи се искључиво за део градске историје до 1793. године.
Мински градски савет је 1991. године од републичког Врховног совјета тражио званично враћање историјског имена града, међутим иницијатива је одбачена пошто су за предлог гласала 142 депутата, док је њих 173 било против.
У пољском језику се у историјским списима користе називи Минск Литвански (рус. Mińsk Litewski) за период градске историје везан за Велику кнежевину Литванију, односно Минск Бјалоруски (пољ. Mińsk Białoruski) за познији период. У савременом пољском језику користи се само верзија Mińsk.

## Географија
Град Минск налази се у југоисточним деловима Минског побрђа (део знатно пространије Белоруске греде), благо заталасаног подручја моренског порекла које обухвата централне делове Минске области и Републике Белорусије. У основи побрђа налазе се стене девонске, кредине и палеогенске старости, док је савремени површински рељеф формиран деловањем Сошког ледника који је био активан у периоду од пре 220 и 110 хиљада година. Сам град лежи на просечној надморској висини од око 220 m, а недалеко од града налазе се и три највише тачке Белорусије — Дзјаржинска гора (на висини од 345 m) налази се на око 30 km западније, Лисаја (342 метра) на око 21 km северно и Мајак (335 m) на око 30 km северозападно од града. Највиша градска тачка налази се у улици Лешчинског и лежи на 283 метра, док је најнижа тачка у југоисточном делу уз долину Свислача код Чижовског језера (на 181,4 метра), тако да је вертикална разлика између ова два екстрема свега 101,6 m. Према подацима из 2012. године градска територија обухвата површину од 348 084 km²
Најважнији водоток који протиче кроз град је река Свислач, лева притока реке Березине и део басена реке Дњепар и Црног мора. Река Свислач извире на свега неколико километара северозападно од града, у подножју брда Мајак и протиче готово централним делом града у смеру северозапад-југоисток. Кроз град протиче још неколико мањих водотока који се уливају у Свислач — Лошица (9,2 km), Мишка (2 km), Немига (4,5 km), Цна (14 km), Переспа (2 km) и Тростјанка. У источном делу града налази се Слепјански хидросистем, систем канала у кориту некадашње речице Слепјанке укупне дужине 22 km и површине од 122,4 хектара. Његова градња је завршена 1985. године, а најсевернији део хидросистема је вештачко Цњанско језеро површине 0,87 km² и максималне дубине до 7,5 m. Да би се обезбедило несметано водоснабдевање града 1968. године започели су радови на градњи Вилејско-минског хидросистема којим је део вода из реке Вилије преусмерен у корито Свислача. Хидросистем је у експлоатацију пуштен 15. јануара 1976. године.
Град је познат по својим бројним вештачким језерима саграђеним углавном уз ток Свислача за потребе водоснабдевања града, те за одбране града од учесталих поплава. Највећа групација тих језера налази се у сверозападном делу граду где су саграђена језера Дрозди (површине 2,1 km² и максималне дубине до 6 m), Криница (0,95 km², дубина до 5,2 метра) и Заславско језеро (31,1 km², дубина до 8,8 m) која се често заједнички означавају термином Миншка мора. Заславско језеро које се налази на око 10 km северозападно од центра града је уједно и друго по величини вештачко језеро у Белорусији. Готово у самом центру града налази се вештачко Комсомољско језеро површине 0,42 km² и максималне дубине до 4,5 m. Највеће језеро на југоистоку града је Чижовско и смештено је у истоименој градској четврти у Индустријском рејону града (површина језера је 1,6 km², дубина до 4,7 m).
У периоду између 1950-их и 1970-их година долина уз реку Свислач и њене притоке је у потпуности архитектонски трансформисана и некадашње плавно и мочварно подручје претворено је у такозвани Миншки појас воде и зеленила (блр. Водна-зялёны дыяметр Мінска, рус. Водно-зеленый диаметр Минска), који чине бројни паркови и зелене површине уз обе обале реке. Данас је то најважније рекреативно подручје у граду и сматра се једним од најважнијих градских симбола.

### Клима
Град Минск налази се у зони умереноконтиненталне климе (према Кепеновој класификацији климата варијанта Dfb), и под јаким је утицајима влажних маритимних струја са Балтика и сувих ваздужних маса из унутрашњости Евроазије због чега је време на том подручју подложно наглим и учесталим променама.
Најхладнији месец је јануар са просечном температуром ваздуха од око −4,5 °C, док је најтоплији месец јул са просечних +18,5 °C. Апсолутни минимум измерен је 17. јануара 1940. године и износио је –39,1 °C, док је апсолутна максимална температура ваздуха измерена 3. августа 2014. када је жива у термометру достигла вредност од +35,6 °C. Просечна вредност температуре ваздуха на годишњем нивоу у граду је +6,7 °C. Лета су доста топла и влажна док су зиме релативно благе с честим продорима топлих ваздушних маса. Последњих година приметна је тенденција раста просечних температура ваздуха у зимском делу године. Влажност ваздуха је доста висока током целе године и у просеку има вредност од око 77%. Просечна количина падавина на годишњем нивоу је око 690 милиметара, а већина воденог талога излучи се у летњем делу године у виду киша. Највлажнији месеци су јун и јул са просечно око 88 mm, док је најсувљи фебруар са 39 милиметара. Снежни покривач задржава се на тлу у просеку око 100 дана годишње, углавном од друге половине новембра до краја марта. Просечна висина снежног покривача је 15 cm, максимална до 76 cm.
Ветрови који дувају у Минску углавном имају западни и северозападни смер и најчешће доносе захлађење и падавине са Балтика, што узрокује појаве густе магле. Просечна брзина ветрова у граду на годишњем нивоу је 2,4 м/с.
Сличне климатске карактеристике имају Стокхолм у Шведској и Халифакс у Канади, иако су оба града за разлику од белоруске престонице смештени на обали мора.
| Клима Минска                | Клима Минска  | Клима Минска  | Клима Минска  | Клима Минска | Клима Минска | Клима Минска | Клима Минска | Клима Минска | Клима Минска | Клима Минска | Клима Минска | Клима Минска  | Клима Минска  |
| Показатељ \ Месец           | .Јан.         | .Феб.         | .Мар.         | .Апр.        | .Мај.        | .Јун.        | .Јул.        | .Авг.        | .Сеп.        | .Окт.        | .Нов.        | .Дец.         | .Год.         |
| --------------------------- | ------------- | ------------- | ------------- | ------------ | ------------ | ------------ | ------------ | ------------ | ------------ | ------------ | ------------ | ------------- | ------------- |
| Апсолутни максимум, °C (°F) | 10,3 (50,5)   | 13,6 (56,5)   | 18,9 (66)     | 26,0 (78,8)  | 30,9 (87,6)  | 32,5 (90,5)  | 33,9 (93)    | 34,6 (94,3)  | 30,3 (86,5)  | 24,7 (76,5)  | 16,0 (60,8)  | 10,3 (50,5)   | 34,6 (94,3)   |
| Средњи максимум, °C (°F)    | −2,7 (27,1)   | −1,4 (29,5)   | 3,3 (37,9)    | 11,5 (52,7)  | 18,3 (64,9)  | 21,5 (70,7)  | 22,4 (72,3)  | 22,2 (72)    | 15,9 (60,6)  | 9,6 (49,3)   | 2,6 (36,7)   | −1,0 (30,2)   | 10,1 (50,2)   |
| Просек, °C (°F)             | −5,4 (22,3)   | −4,4 (24,1)   | −0,5 (31,1)   | 6,6 (43,9)   | 12,8 (55)    | 16,3 (61,3)  | 17,4 (63,3)  | 16,9 (62,4)  | 11,3 (52,3)  | 6,0 (42,8)   | 0,3 (32,5)   | −3,4 (25,9)   | 6,1 (43)      |
| Средњи минимум, °C (°F)     | −7,9 (17,8)   | −7,2 (19)     | −3,8 (25,2)   | 2,2 (36)     | 7,5 (45,5)   | 11,5 (52,7)  | 12,8 (55)    | 12,1 (53,8)  | 7,5 (45,5)   | 3,0 (37,4)   | −1,8 (28,8)  | −5,7 (21,7)   | 2,5 (36,5)    |
| Апсолутни минимум, °C (°F)  | −39,1 (−38,4) | −35,1 (−31,2) | −30,5 (−22,9) | −18,4 (−1,1) | −5,0 (23)    | 0 (32)       | 3,8 (38,8)   | 1,7 (35,1)   | −4,7 (23,5)  | −12,9 (8,8)  | −20,4 (−4,7) | −30,6 (−23,1) | −39,1 (−38,4) |
| Количина падавина, mm (in)  | 42 (16,5)     | 34 (13,4)     | 43 (16,9)     | 44 (17,3)    | 55 (21,7)    | 89 (35)      | 96 (37,8)    | 59 (23,2)    | 65 (25,6)    | 50 (19,7)    | 48 (18,9)    | 53 (20,9)     | 678 (266,9)   |
| Извор: Погода и климат      |               |               |               |              |              |              |              |              |              |              |              |               |               |

### Екологија
Минск је познат по „еко-стазама”, маршрутама које су посебно осмишљене за еколошко образовање и природњачке сусрете. Циљ стварања оваквих објеката је осигуравање заштите и одрживог коришћења природног културног наслеђа, промоција здравог начина живота, немоторизованих облика кретања, локална историја и образовање о животној средини, као и јачање културне и друштвене свести.
Еко-стазе Минска:
- Еко-стаза „Легенде белоруске флоре”;
- Еко-стаза „Град птица”;
- Еко-стаза „Камена гора”;
- Еко-стаза „Медвежино”;
- Еко-стаза „Сребрна јаруга”;
- Еко-стаза „Цна”;
- Еко-стаза „Чижовка”;
- Еко-стаза „Курасовшћина”;
- Еко-стаза „Лебјажи”;
- Еко-стаза „Семашко”;
- Еко-стаза „Воћњак јабуке”;
- Еко-стаза Првомајског рејона.

Захваљујући јакој контроли одлагања отпада, Минск се често назива најчистијим градом на свету.

## Историја
Историја Минска је пуна ратова и разарања, Минск је био 18 пута сравњиван са земљом.
Тачно време оснивања нам је непознато, иако се град први пут спомиње у летопису из 1067. године у којем се описују међусобни сукоби књазева тадашње Кијевске Русије. Исте је године Минск освојила и спалила војска кијевског кнеза Изјаслава и његових савезника.
Првобитни и најстарији назив града гласио је Менеск, Мењск, Менск. Порекло имена је нејасно а постављено је свега неколико теорија о пореклу уз постојећу легенду. Легенда каже да је див зван Менеск или Менск имао млин на обалама реке недалеко града. У свом млину је млео камење из којег је пекао хлеб којим је хранио своје војнике. Тај див је, према легенди основао град. Једна група историчара пак сматра да име града потиче од мале реке Мене која тече двадесетак километара од данашњег средишта града, док други име града доводе у везу са старом словенском речју “мјена” (срп. размена — Мјенск место где се одвија размена) јер је град лежао на раскрсници трговачких путова а управо се ту обављала трговина и размена робе. Негде од XVII века под утицајем пољског језика реч Менск се преобликовала у садашњи облик Минск.
Почетком XI века, Минск се као један од градова Велике кнежевине литванске претвара у важно средиште разних заната и трговине. Године 1499. граду је додељено Магдебуршко право — право средњовековних градова на самоуправу, када добија и свој грб. Средином XVI века у граду се појављују цехови (удружења средњовековних занатлија). Средњовековни грађани Минска извозили су дрво, смолу, восак, гвожђе, стакло, крзно у замену за со, вино, зачине, тканине и разне метале.
Минск је одржавао трговачке везе с многим градовима Балтика, источне и западне Европе. У Пољско-руском рату 1654—1667. град је претрпео велика разарања. Године 1655. Минск осваја руски цар Алексеј, али га пољски краљ Јан II Казимир (1648—1668) убрзо враћа под своју власт. Године 1793, Минск улази у састав царске Русије како је договорено Другом поделом Пољске, и постаје средиште истоимене губерније. Убрзо је поновно разрушен (1812. у нападу Наполеонове војске на путу према Москви.
Средином XIX века град се развио у велико индустријско и саобраћајно средиште. На то је највише утицала индустријска револуција у Русији и брза изградња железнице. До 1900. Минск је железницом био повезан с главним средиштима Русије, Украјине, Пољске и данашњим прибалтичким земљама. Град је 1897. године имао 91 494 становника, од којих су трећину чинили Јевреји.
Кроз године Првог светског рата, Октобарске револуције 1917. и грађанског рата који је уследио иза ње, власт се непрестано мењала између бољшевика, Немаца и Пољака. Од 1. јануара 1919. године Минск је главни град БССР (Белоруска Совјетска Социјалистичка Република) а од 1922. налази се у саставу Совјетског Савеза како је договорено миром у Риги. У раздобљу између два светска рата, становништво Минска се готово удвостручило, а број индустријских погона повећао и до неколико пута.
Године 1921. отворен је Белоруски државни универзитет и прва белоруска научна библиотека, а 1928. Академија наука БССР 1922. године у саставу универзитета основана је и национална и универзитетска библиотека која је у том тренутку била највећа библиотека у целој држави. Нагли је економски развој тражио што већи број младих школованих стручњака у разним делатностима. То је и разлог отварања нових основних, средњих и стручних школа, техникума и факултета.
Већ првих дана нацистичког напада на СССР у јуну 1941, Минск се нашао на мети силовитог напада немачког ратног ваздухопловства. Упркос снажном отпору Црвене армије, Немци су заузели град већ шестог дана од почетка операције Барбароса. У граду је формиран Миншки гето за Јевреје.
За време трогодишње окупације Минска, нацисти су ликвидирали више од 400 000 људи из града и околине остављајући град у рушевинама и пепелу. Црвена армија је ушла у Минск 3. јула 1944. Тај датум се данас у Белорусији слави као Дан независности. Подручје града Минска је било и средиште партизанског покрета отпора пре и за време немачке окупације, што је и био разлог додељивања титуле Град херој СССР 1974. године поводом 30. годишњице ослобођења. Током рата, град је готово до темеља уништен (80% града је било срушено) и свега неколико историјских здања је преживело разарање. Већина цркава и храмова је уништена у рату, а у наредним годинама уништаване су и по налозима режима.
После рата, град је поновно изграђен и био је један од најважнијих средишта Совјетског Савеза. Снажан индустријски центар (фабрика трактора, производња саобраћајних средстава (тролејбуси, аутобуси), камиони, текстилна индустрија, бицикли итд.). Распадом Совјетског Савеза 1991, Минск је главни град независне Белорусије и средиште Заједнице Независних Држава (ЗНД).

## Становништво
Према званичним статистикама, у граду је 2015. живело 1 938 280 становника, а 2021. године 2 009 786 становника.
| 1979.     | 1989.     | 1999.     | 2009.     | 2012.     | 2014.               | 2015.     | 2021      |
| --------- | --------- | --------- | --------- | --------- | ------------------- | --------- | --------- |
| 1 261 869 | 1 589 436 | 1 589 436 | 1 836 808 | 1 885 067 | 1 921 807 (процена) | 1 938 280 | 2 009 786 |

По етничкој припадности, становништво Минска чине Белоруси (79,3%), Руси (15,7%), Украјинци (2,4%), Пољаци(1,1%) и Јевреји(0,6%).
Становништво Минска и целе земље је већином православно (више од 70% становника), са малим процентом католика (до 10%) и протестаната (до 1%).

## Административне поделе града
Град Минск се дели на 9 административних делова - рејона:
- Централни рејон;
- Совјетски рејон;
- Првомајски рејон;
- Партизански рејон;
- Заводски рејон;
- Лењински рејон;
- Московски рејон;
- Фрунзенски рејон;
- Октобарски рејон.

## Привреда
Минск је економски и индустријски центар Белорусије. Минск је развио индустријски и сервисни сектор не само за потребе града, већ и за потребе читаве државе што сведочи допринос града од 46% белоруском буџету.
Највећи индустријски послодавци су:
- Минска фабрика трактора;
- Минска фабрика замрзивача и фрижидера;
- Минска аутомобилска индустрија;
- Хоризонт (Фабрика фото-апарата).

Највећи порески обвезници града у првом кварталу 2011. били су ОАО „Белтрансгаз”, ИП „Лукойл-Белоруссия”, РУП „Минск Кристалл” (произвођач алкохолних пића), ИП „Велком”, УП „Мингаз”, РУП „Минскэнерго”, РУП „Белтелеком”, ООО „Табак-инвест”, ИООО „Юнис ойл” и ОАО „Приорбанк”. Заједно су обезбедили 40% прихода града.
Прехрамбену индустрију представљају: дестилерија „Минск Кристалл”, пиваре „Криница” (брендови „Крыніца”, „Александрыя”, „Kult” и „Кaltenberg”) и „Оливария” (брендови „Аліварыя” и „Бровар”), кондиторске фабрике „Коммунарка” и „Слодыч”, неколико пекара, млекара, хладњаче и погони за прераду меса. У Минску постоје предузећа за производњу одеће и доњег веша („Элема”, „Мілавіца”, „Serge” и др.), обуће, произвођачи козметике „Белита-Витэкс”, „Модум — наша косметика”, „Белор-Дизайн”, Белоруска камварна фабрика, као и низ малих предузећа у лакој индустрији. Грађевинску индустрију представљају ОАО „Керамин”, фабрике армираног бетона и друга предузећа.
Од 2005. до 2012. године обим робне размене са иностранством преко компанија регистрованих у Минску повећан је са 12,6 на 38,8 милијарде долара.

### Саобраћај
Минск је најкрупнији транспортни чвор у Белорусији. Налази се на раскрсници транспортних коридора који повезују Русију са Пољском и Украјину са балтичким државама. Удаљеност од Минска до Москве дуж аутопута М1 је око 700 км. Од укупног белоруског саобраћају у Минску се одвија 30% железничког путничког саобраћаја, 20% друмског теретног саобраћаја за увоз и 40% за извоз. Град је повезан са другим регионима аутопутевима М2 (Минск - Национални аеродром „Минск”), М3 (Минск - Витепск), М4 (Минск - Могиљов; недалеко од града, одваја се од аутопута М5 (Минск - Гомељ), М6 (Минск - Гродно), Р1 (Минск - Дзержинск; недалеко од града се спајају у М1 (Брест - Орша - Москва), Р23 (Минск - Слуцк - Солигорск - Микашевичи), Р28 (Минск - Молодечно - Нароч), Р58 ( Минск - Мјадел) и локални путеви. Осим тога, аутопут М9 (Минска обилазница) налази се у потпуности на територији града. Године 2010. најављен је план да се до 2017. изгради друга обилазница на знатној удаљености од Московске магистрале (МКАД). Дужина Московског обилазнице-2 (МКАД-2), чија је последња деоница отворена 22. децембра 2016. године, износила је око 160 км у односу на 56 км на садашњој Московској магистрали.
Минск има добро развијену мрежу јавног превоза. Поред Метроа Минск, постоји више од 200 аутобуских и више од 60 тролејбуских линија, трамвај (8 рута) и мрежа такси рута. Од 2011. године саобраћа градски електрични воз - мрежа железничких праваца јавног превоза у оквиру Минска и најближих предграђа. Три врсте превоза (метро, аутобус, тролејбус) превозе највећи број путника. У 2018. години више од 770 милиона путника користило је јавни превоз. Аутобуси су превозили 39,3% путника, метро - 36,7%, тролејбуси - 20,1%, трамваји - 3,9%.

## Спорт
Фудбал. У шампионату Белорусије у фудбалу 2019. године међу тимовима прве лиге наступала су четири тима из Минска - „ФК Динамо Минск”, „ФК Минск” и „Енергетик БГУ”. Осим тога, екипа „Ислоч” из Минског рејона игра домаће утакмице у граду.
Хокеј. Минск је дом хокејашких клубова „Динамо (КХЛ)”, „Младост-Минск” (Белоруска екстралига, у сезони 2012/13 - ВХЛ) и „Младост (МХЛ)”.
Кошарка. У граду постоје три мушка кошаркашка клуба: „Змајеви-Минск” (ВТБ Јединствена лига), „Витаљур”, „БГУИР” и два женска: „Хоризонт” и „Змајеви-Минск”.
Рукомет. У граду постоји мушка рукометна репрезентација - клуб „СКА”.
У граду се налази и седиште прве белоруске репрезентације америчког фудбала - „Мински бизони” (основан 1991. године, као и још два клуба - „Литвини” и „Лосови (Mooses)” (основан 2012. године).
У 2014. години Минск је био домаћин Светског првенства у хокеју на леду, а у 2019. години - Других Европских игара.

## Партнерски градови
- Нотингем
- Сендај
- Бангалор
- Бишкек
- Газијантеп
- Лион
- Чангчуен
- Лођ
- Бон
- Ајндховен
- Душанбе
- Исламабад
- Кишињев
- Хавана
- Техеран
- Абу Даби
- Анкара
- Мурманск
- Новосибирск
- Пекинг
- Уљановск
- Нижњи Новгород
- Тбилиси
- Калуга
- Уфа
- Ханој
- Хо-Ши-Мин
- Шенџен